# Fondation de France
A Fondation de France é uma organização privada, reconhecida como de utilidade pública e independente. Criada por decreto em 1969 por iniciativa de Charles de Gaulle e André Malraux, ela tinha como objetivo estimular e fomentar o crescimento da filantropia na França. Atualmente, a organização reúne doadores, fundadores e voluntários de todo o país para oferecer apoio eficaz a diversas causas beneficentes, com o objetivo de promover soluções sustentáveis para o avanço da sociedade.

## História
Foi criada em 1969, visando encorajar o crescimento de todas as formas de filantropia privada na França, a fundação - que permite que indivíduos ou empresas criem novas entidades filantrópicas sob a égide da Fondation de France. - identificou áreas específicas nas quais passou a se envolver, como as crianças, idosos ou deficientes, pesquisas científicas e medicinais e o meio-ambiente.
A Fondation de France promove o profissionalismo na administração das empresas filarmônicas na França e na Europa.